# Nicola Roberts
Nicola Maria Roberts (Stamford, Lincolnshire, 5 de outubro de 1985), é uma cantora, compositora e modelo britânica. Roberts chegou à fama em 2002 após fazer uma audição para o reality Popstars: The Rivals e foi uma das principais vocalistas do grupo britânico Girls Aloud. Com Girls Aloud, Roberts tem sido bem sucedida alcançando o topo das paradas do Reino Unido, e principalmente os charts do país incluindo quatro singles na primeira posição, dois álbuns número um, e ainda recebeu 5 indicações ao Brit Awards, ganhando "Melhor Single" em 2009 para The Promise. Em 2009, Girls Aloud anunciaram que iriam fazer uma pausa para prosseguir os projetos solo. Roberts lança seu primeiro álbum solo Cinderella's Eyes em 2011, com produção de Dimitri Tikovoi, Diplo, Dragonette e Joseph Monte, entre outros.  
Roberts também criou a sua própria linha de maquiagem, chamada Dainty Doll, voltado para pessoas com tons de pele pálida. Ela defendeu a proibição do uso de camas de bronzeamento arficial por menores, criando um documentário na rede de televisão BBC3 sobre os perigos do bronzeamento.

## Biografia
Nicola Roberts nasceu em Stamford, Lincolnshire e foi criada em Runcorn, Cheshire. Ela tem uma irmã, Frankie, e dois irmãos, Harrison e Clayton. Roberts diz que ela detém os valores da família perto de seu coração e tenta visitá-la muitas vezes, a fim de ficar perto (como visto no Girls Aloud: Off the Record e The Passions of Girls Aloud). Roberts começou sua carreira cantando com um grupo de garotas em uma discoteca local com um DJ. O grupo se apresentou sob o nome "The 5 Musketers", que mais tarde foi relatado para ter sido uma sugestão de nome nos estágios iniciais de desenvolvimento de Girls Aloud. Também participou da escola de dança Olwen Grounds, onde ela cantou solos para plateias pequenas no Queens Hall, em Widnes, Cheshire. Roberts ficou com seu namorado de infância Carl Egerton até sua separação em 2006.

## Carreira

### 2002–09: Girls Aloud
Em 2002, Roberts fez o teste para o reality show TV Popstars: The Rivals, a segunda série da franquia britânica Popstars internacional. Objetivo da série foi criar dois grupos vencedores pop - uma boy band e um grupo de garotas, cada uma composta de cinco membros que, então, participar de "uma batalha dos sexos", como eles competem para o número um de Natal no UK Singles Chart. Milhares de candidatos compareceram nas audições em todo o Reino Unido na esperança de ser selecionado. No final, dez meninas e dez meninos foram escolhidos como finalistas pelos juízes Louis Walsh, Pete Waterman e Geri Halliwell. Esses finalistas, em seguida, subiram ao palco, participando semanalmente ao vivo aos sábados à noite (alternando semanalmente entre as meninas e meninos). Roberts inicialmente não estava entre os dez finalistas, ela foi escolhida para substituir Nicola Ward, que decidiu sair.

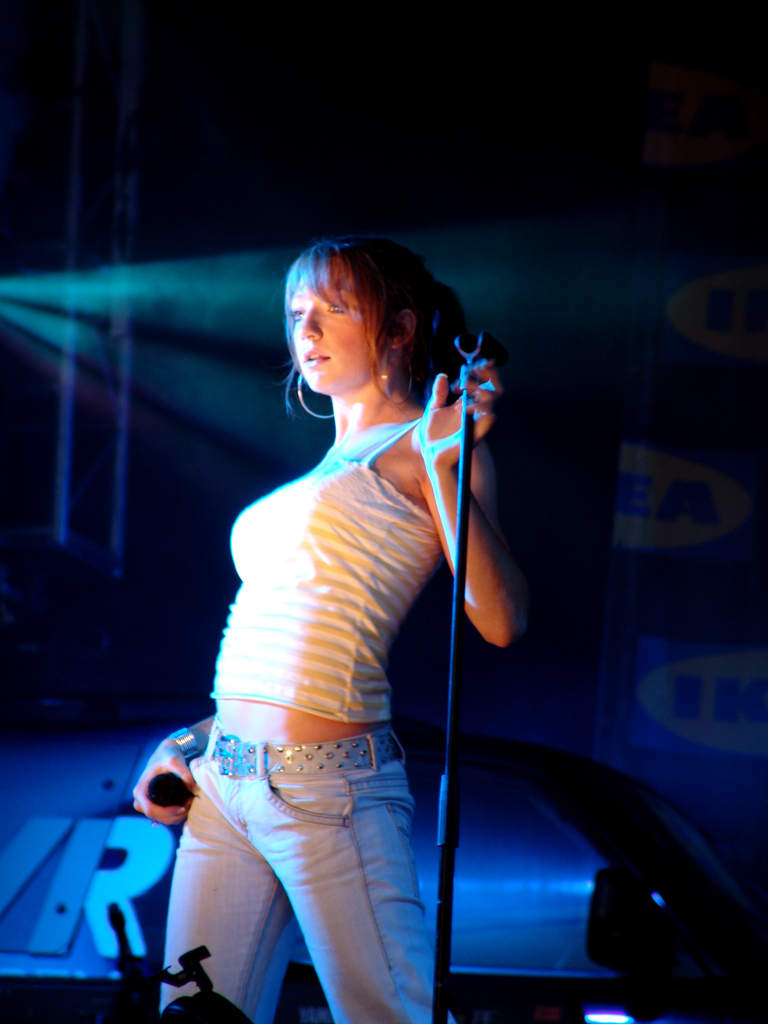
Roberts em 2005.

Roberts juntou-se com Nadine Coyle, Sarah Harding, Cheryl, e Kimberley Walsh para compor o novo grupo de garotas Girls Aloud, formado através do reality Popstars por um voto do público em 30 de Novembro de 2002. O grupo de estreia de "Sound of the Underground" atingiu um pico de número um na UK Singles Chart, tornando-se o número um no Natal 2002. Girls Aloud bateram o recorde de menor tempo entre a formação e o primeiro número um nos charts. O grupo lançou seu primeiro álbum. Sound of the Underground em maio de 2003, que entrou nas paradas em 2º e foi certificado platina pela Indústria Fonográfica Britânica no mesmo ano. Desde 2003, Girls Aloud lançaram vinte singles adicionais. Seus singles "I'll Stand by You", "Walk This Way" e "The Promise" alcançaram o número um. Dois de seus álbuns chegaram ao topo da UK Album Chart, o seu álbum The Sound of Girls Aloud e Out of Control, ambos os quais entraram na parada como número um, com mais de um milhão de cópias do primeiro sendo vendidos.
Todos os seus álbuns são disco de platina. Elas foram nomeadas para cinco Brit Awards, e em 2009 ganharam "Best British Single" no Brit Awards desse ano por "The Promise".
Girls Aloud se tornaram uma das poucas que continuaram o sucesso após o reality, e então, até maio de 2009 já tinha acumulado uma fortuna de £30 milhões de euros A edição de 2007 do Guinness World Records classificou-as como "Most Successful Reality TV Group", enquanto eles também detêm o recorde para "Most Consecutive Top Ten Entries in the UK by a Female Group" na edição de 2008. Trabalhando de perto com Xenomania desde o início de suas carreiras, a abordagem inovadora do grupo de música pop mainstream ganhou os elogios da críticas. O grupo já vendeu 15 milhões no mundo. Em 2009, Girls Aloud decidiram que iriam fazer uma pausa para prosseguir os projetos solo.

### 2010–13: Carreira solo e fim do Girls Aloud
"As pessoas que eu conhecia, que eu cresci junto e me relacionei, não me viam como Nicola mais; foi como se eu fosse essa pessoa famosa e e eles não souberam como falar comigo. Até mesmo o garota que eu estava - todos tinham se afastado. Eu tive momentos felizes lá, tendo muitas festas e de nós dormindo na praia. Não foi o mesmo, as pessoas me trataram diferente."

Roberts falando sobre sua infância em Cornwall.
Depois de um ano de gravação anunciou que lançaria seu primeiro álbum, Cinderella's Eyes. O primeiro single "Beat of My Drum" teve um lançamento à venda, o que significa que teve pouca promoção de antemão e comercialmente atingiu o número 27 no Reino Unido, mas criticamente ganhou aclamação dos críticos que Roberts descreveu como "incrível". Um segundo single, "Lucky Day", foi lançado pouco tempo depois, e apesar de ter recebido críticas positivas, não conseguiu causar um impacto comercial no Reino Unido. O álbum foi lançado em 23 de setembro de 2011, Roberts descreveu o álbum como "eletronicamente liderado", e o álbum foi inspirado por ela se apresentar com o Girls Aloud - "Teria sido estúpido para eu fazer um álbum que não significasse nada" ela disse. Para Roberts, o álbum era sobre fazer um disco arriscado, onde não havia um sucesso comercial garantido, explicando ao The Guardian: "É preciso cada último pouquinho de confiança apenas para lançar esse disco, ou talvez eu tenha acabado de fazer uma lavagem cerebral mais confiante. Eu não sei se é bom, ou se eu apenas disse a mim mesmo que é bom ".
O álbum foi lançado para críticas positivas positivas dos críticos, críticos como Ludovic Hunter-Tilney do Financial Times, James Lachno do The Daily Telegraph, Emily Mackay da NME, Hugh Montgomery do The Independent e outros o saudaram como o melhor disco solo de um membro do Girls Aloud. Comercialmente no Reino Unido, o álbum alcançou o número 17, enquanto na digitalmente alcançou o número 13, na Escócia ficou no número 21, enquanto na Irlanda atingiu o número 48. No final de 2012, Roberts admitiu durante um show secreto no Carphones. Warehouse em Oxford St, para uma pequena entrevista de jornalistas, que ela estava contente e preparada para as potenciais consequências comerciais de lançar um álbum que era "diferente de qualquer coisa lá fora". Em 6 de janeiro um terceiro single do álbum foi lançado, intitulado "Yo-Yo", a música foi descrita como um "exemplo brilhante de sua sensibilidade pop".
Em janeiro de 2012, a cantora Rihanna escolheu Roberts para co-estrelar Styled To Rock para a Sky Living HD, Roberts atuou como produtora executiva e estava a busca de "a próxima geração de talentos de designer não descobertos". O show durou dez semanas estreando no verão de 2012, Roberts discutiu o show dizendo "Estou muito animada em trabalhar com Rihanna na busca de um novo estilista britânico. Fiquei tão lisonjeada quando ela me pediu para trabalhar com ela. Estou tão empolgada por podermos começar a encontrar um novo estilista britânico que só precisa de uma chance, um pouco de ajuda para que suas habilidades sejam notadas”.
Depois de meses de especulação, a reunião da Girls Aloud aconteceria em novembro de 2012. Dizem que a reunião coincide com seu décimo aniversário e o lançamento de um single de caridade para Children in Need. Em 31 de agosto de 2012, Cheryl confirmou na BBC Radio 1 e na Capital FM que o novo single do grupo será lançado em novembro, provocando a letra "Eu apenas quero dantar". Girls Aloud reuniu-se para o décimo aniversário do grupo. Em 18 de novembro de 2012, o grupo lançou seu novo single, "Something New", que foi o single oficial de caridade para Children in Need. O single atingiu o número dois no UK Singles Chart. O grupo lançou sua segunda compilação de maiores sucessos, Ten em 26 de novembro de 2012. O segundo single de Ten, "Beautiful Cause You Love Me" foi lançado em 17 de dezembro de 2012. Um documentário especial 10 anos de Girls Aloud  foi transmitido pela ITV1 em 15 Dezembro de 2012. Em 2013, o grupo embarcou no Ten-The Hits Tour. No fim da turnê, elas anunciaram o fim do grupo.

### 2013–2016: Suposto segundo álbum de estúdio e projetos como compositora
Em outubro de 2011, Roberts afirmou que tinha começado o trabalho em um segundo álbum. Em 13 de janeiro de 2012 Roberts comentou em seu segundo álbum, afirmando: "Talvez. Não tenho certeza. Há muita coisa a surgir e acho que sempre tem de haver um momento certo. Eu estou trabalhando sempre na música e se um segundo álbum saiu então que seria uma coisa grande a acontecer." 
Em junho de 2013, seguindo o rompimento de Girls Aloud, Daily Mail informou que Roberts estava trabalhando em um segundo álbum que poderia ser lançado em 2014. Roberts escreveu 4 canções para o seu quarto álbum de estúdio de Cheryl, Only Human: intitulado "It's About Time", "Throwback", "Goodbye Means Hello" e "Yellow Love", além de escrever "Going Nowhere" para o álbum de estreia de Little Mix e para o álbum de maior sucesso do Girls Aloud, Ten, ela contribuiu com a faixa "On The Metro". Em 26 de dezembro de 2016, uma nova canção de Nicola intitulada "Dating" surgiu em mídias sociais. 

### 2019–presente:The Masked SingereCity of Angels
Foi anunciado em dezembro de 2019 que Roberts se juntaria ao elenco musical de City of Angels, interpretando o papel de Avril/Mallory a partir de março de 2020. Em 2020, Roberts participou da série da ITV The Masked Singer como Queen Bee/Abelha Rainha e acabou vencendo a competição. Em 15 de agosto de 2020, Nicola cantou The Captive's Hymn em um concerto do VJ Day no Horse Guards Parade em Londres.
Em 4 de junho de 2022, Roberts apresentou Climb Ev'ry Mountain com Mica Paris e Ruby Turner no concerto Platinum Party at the Palace para celebrar o Jubileu de Platina da Rainha Elizabeth II.

## Vida pessoal
Roberts começou a namorar o empresário Carl Davies em 2007. Eles tinham anunciado planos para casar, mas a dupla se separou em maio de 2008. Roberts começou a namorar Charlie Fennell, em 2008.
Apesar de uma grande quantidade de sucesso como parte do Girls Aloud, Roberts achou o tempo longe de sua família cada vez mais difícil; mas, depois que seus pais se divorciaram e entraram em conflito com o namorado, ela se viu em um estado depressivo. Sua agenda agitada levou-a a dissolver as relações com os membros da família e, depois de afirmar sua frustração em sua situação de vida, ela frequentemente  estaca voltando para sua cidade natal de Runcorn, Cheshire. Sua vida profissional e vida doméstica a viu dividida em duas personalidades diferentes; apesar de apreciar uma carreira na indústria da música, os conflitos com sua vida pessoal a fizeram questionar sua carreira.
Ao longo de sua carreira musical, Roberts estava lidando com a hipoglicemia que restringia os alimentos que ela podia comer; enquanto passava o tempo viajando pela estrada, achou difícil não se entregar à comida de conveniência. Sua doença foi diagnosticada após uma extensa turnê em que Roberts se queixou de fraqueza e doença, o que dificultou a realização de concertos ao vivo. Enquanto se apresentava no Tangled Up Tour das Girls Aloud, o cão de Roberts, Elvis, morreu poucos meses depois de ter sido dado como presente a ela. Ela achou a morte dele preocupante e lutou para lidar com aquilo enquanto estava em turnê na época.

## Filantropia

### Postura anti bronzeamento
Roberts lutou com seu tom de pele pálido. Ela admitiu que ela costumava usar produtos de bronzeamento sem sol todas as noites. Roberts admitiu que se sentia como "um feio" da banda, ela costumava lidar com suas inseguranças, indo para casa para Runcorn em todas as oportunidades e bebendo excessivamente com seus velhos amigos. Em 2008, Roberts disse que ela "virou uma esquina" e aceitou a si mesma.
Através do programa de televisão The Passions of Girls Aloud, Nicola Roberts criou uma linha de maquiagem para as meninas com pele clara. Ela se reuniu com dois diretores da Jelly Pong Pong, uma empresa de cosméticos, que concordaram em produzir Roberts 'make up-range. Dainty Doll, linha de maquiagem de Nicola, foi lançado em quantidades limitadas em 18 de abril de 2008. A fundação foi elogiada por Helen Brown, do The Times, que disse que "afunda instantaneamente, deixando uma segunda pele aveludada." A marca agora inclui um novo logotipo, bem como novos produtos, incluindo batom e lineador.
Em 2009, Roberts começou a trabalhar em um programa de investigação para o documentário de televisão BBC Three, intitulado Nicola Roberts: A Verdade Sobre Bronzeamento. O documentário destaca os perigos do bronzeamento e de usar "cama de sol". Roberts encontrou dermatologistas e especialistas em câncer para o documentário. Também visitou pacientes diagnosticados com câncer de pele e as famílias que perderam entes queridos para melanoma. James Walton do The Daily Telegraph assistiu o documentário "foi uma peça convincente e séria da televisão." disse James.
Roberts tem defendido publicamente a legislação que proíbe camas de bronzeamento para menores. No lançamento do projeto de lei, Roberts disse: "Indo para as ruas de Liverpool e entrevistando as meninas que são obcecadas com ter um bronzeado e sentindo como elas tiveram que ser marrom para serem vistas como atrativo, a mentalidade de que todos que tinham se reunido era apenas um problema maior do que eu pensava que era." Roberts também disse, "Eu sinto que as pessoas injetando-se com uma agulha para ser bronzeada é bastante preocupante."

### Anti-bullyng
Depois de ganhar Popstars: The Rivals, tornando-se um quinto do Girls Aloud, Roberts logo se viu sujeita a bullying. Ela foi rotulada de "a feia" do grupo e, muitas vezes, "chorava até dormir", achando-se vítima de um bullying "sem rosto", alimentado por celebridades como Chris Moyles e Lily Allen. Logo depois que os comentários tiveram um efeito sobre sua estabilidade mental depois de sofrerem uma "crise de identidade", os insultos a aproximaram de um colapso, deixando-a sentindo-se "miserável e confusa" e encontrando conforto no álcool. Antes de sua fama, Roberts nunca encontrou defeitos em seus cabelos ruivos chamando-a de "posse preciosa", mas depois que os críticos perceberam sua imagem, ela viu como uma falha com Roberts explicando "Eu odiei e odiei as pessoas me julgando. Eu colocaria na televisão e haveria alguém dizendo algo cruel, ou eu abriria uma revista e a leria. Pessoas normais não têm pessoas dizendo a elas dia a dia que são feias ou infelizes [...] eu fiquei tipo "Pare de ser tão vaidosa, você tem esse trabalho incrível", mas não foi o suficiente. Isso não me impediu de me sentir mal. "As pessoas sentem que podem dizer coisas desagradáveis e ter anonimato por trás da rede - como fizeram com todos os comentários desagradáveis sobre mim - sem medo de recriminações", disse Roberts, e cinco anos depois do bullying ela se viu em um "lugar melhor", com os críticos comentando sua imagem positivamente com escritores como Clemmie Moodie, do jornal britânico Daily Mirror, dizendo que "a atriz de 25 anos irradia confiança e, com uma série de sucessos de moda, floresceu".
Roberts, em seguida, escreveu a faixa "Sticks + Stones" em resposta a estes tempos, encontrando-se alertado pelo assunto sério, ela queria escrever uma faixa que não fosse auto-indulgente com um refrão "universal" e letras como "Eu era jovem demais para tantas coisas. Ainda assim, você pensou que eu iria lidar com o fato de eu ser feia". Após o lançamento de seu álbum de estreia, Cinderella's Eyes, que contou com a faixa Roberts apareceu no programa de televisão britânico BBC Breakfast para discutir sobre a perseguição. Logo depois ela defendeu a questão na BBC News, onde discutiram os temas líricos da faixa, e durante a entrevista Roberts nomeou o site de rede social Twitter como sendo uma ferramenta que destaca a gravidade da questão do bullying, encontrando o problema de estar "fora de controle" em Um ambiente de escola. Roberts continuou a defender a questão do bullying e, com uma entrevista à Rolling Stone, Roberts declarou estar "doente" de uma sociedade baseada em imagens. Depois de seu sucesso com a conta anti-bronzeadora, Roberts assumiu uma posição semelhante com o bullying. "não precisa acontecer" e descobriu que as leis britânicas não estavam conseguindo combater a questão com Roberts dizendo: "As pessoas ainda estão com medo de ir à escola, as crianças estão ameaçando se matar; É nojento que este tipo de coisa persista. Então, novamente, eu estou dando voz a uma causa, e espero que isso afete a mudança."  Roberts então progrediu para o secretário de educação britânico Michael Gove para levantar a questão.

## Discografia
| Ano  | Detalhes do Álbum | Singles                                        |
| ---- | --- | ---------------------------------------------- |
| 2011 | Cinderella's Eyes - Lançamento: 26 de Setembro de 2011 - Gravadora(s): A&M Records - Formato(s): CD e download digital | 1. "Beat of My Drum" 2. "Lucky Day" 3. "Yo-yo" |

## Filmografia
| Ano         | Título                                  | Notas                                                                         |
| ----------- | --------------------------------------- | ----------------------------------------------------------------------------- |
| 2002        | Popstars: The Rivals                    | Venceu ao lado do Girls Aloud.                                                |
| 2005        | Girls Aloud: Home Truths                |                                                                               |
| 2006        | Girls Aloud: Off the Record             |                                                                               |
| 2007        | St Trinian's                            | Cameo                                                                         |
| 2007        | The Sunday Night Project                | Apresentadora                                                                 |
| 2008        | The Passions of Girls Aloud             |                                                                               |
| 2008        | Britannia High                          | Cameo                                                                         |
| 2008        | The Girls Aloud Party                   | Apresentadora                                                                 |
| 2009        | Nicola Roberts: The Truth About Tanning | Apresentadora                                                                 |
| 2010        | Britain's Next Top Model                | Jurada                                                                        |
| 2012        | Girls Aloud: Ten Years at the Top       |                                                                               |
| 2012        | Styled to Rock                          | Mentora/jurada                                                                |
| 2013        | Ten: The Hits Tour                      | Última entrevista com o Girls Aloud.                                          |
| 2020 e 2021 | The Masked Singer                       | Participante (Abelha Rinha)/Venceu. Logo após apareceu como jurada convidada. |
| 2020        | Got What It Takes?                      | Jurada convidada                                                              |